# Signe Munch Siebke

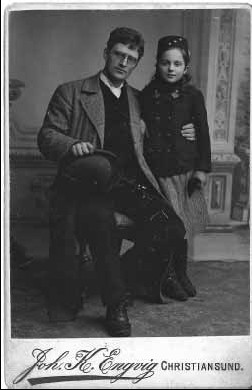
Signe Munch Siebke mit Schriftsteller Knut Hamsun (1892)

Signe Munch Siebke (* 27. Januar 1884 in Trondheim; † 2. Oktober 1945 in Oslo) war eine norwegische Malerin. 

## Biografie
Signe Munch Siebkes Eltern waren die Romanautorin Anna Munch geborene Dahl und der Studienrat Peter Ragnvald Munch. Nachdem die Ehe der Eltern geschieden worden war, wuchs Signe Munch bei ihrem Vater auf und durfte ihre nach damaligem Recht schuldig geschiedene Mutter nicht treffen. Sie ging eine vom Vater befürwortete standesgemäße Ehe mit einem Berufsoffizier ein, dem sie einige Jahre lang von einer Garnison zur anderen folgte. In dieser Zeit begann sie, heimlich zu malen. Durch die Vermittlung ihres Onkels Edvard Munch konnte sie nach der Trennung von ihrem Ehemann Unterricht bei Pola Gauguin nehmen, dem Sohn des berühmten Paul Gauguin und einem Freund von Edvard Munch. 1918 besuchte sie die staatliche Kunstgewerbeschule Oslo und studierte 1919/20 an der Staatlichen Kunstakademie Oslo bei Christian Krohg und Halfdan Strøm. Sie malte von nun an hauptberuflich und heiratete den Theatermann Einar Siebke (1893–1944).
Als Norwegen 1940 von deutschen Truppen besetzt wurde, hatte Munch Siebke gerade alle ihre in Galerien verstreuten Bilder eingesammelt, um eine große Sonderausstellung vorzubereiten. Dazu kam es nicht mehr. Einar Siebke sollte wegen seiner Aktivitäten in norwegischen Widerstandsgruppen nach Deutschland in ein KZ gebracht werden, verstarb aber auf der Überfahrt, da das Schiff, auf dem er sich mit anderen Gefangenen befand, sank. Signe Munch war bis Kriegsende in Norwegen im Straflager Grini interniert. Ihre Gesundheit war danach ruiniert, sie starb kurz nach der Befreiung. Die meisten ihrer Bilder sind verschollen – eine Gestapo-Abteilung hatte das Haus der Siebkes als Hauptquartier benutzt, Munch Siebke fand es gänzlich verwüstet vor, die Bilder waren verschwunden.
Signe Munchs Grab ist erhalten. Sie liegt im Familiengrab der Siebkes auf dem Osloer Friedhof Vestre Gravlund. An Einar Siebke erinnert dort eine Grabinschrift.
Die Lebensgeschichte von Signe Munch ist Gegenstand des Romans „Die Malerin des Nordlichts“ von Lena Johannson.

## Werk

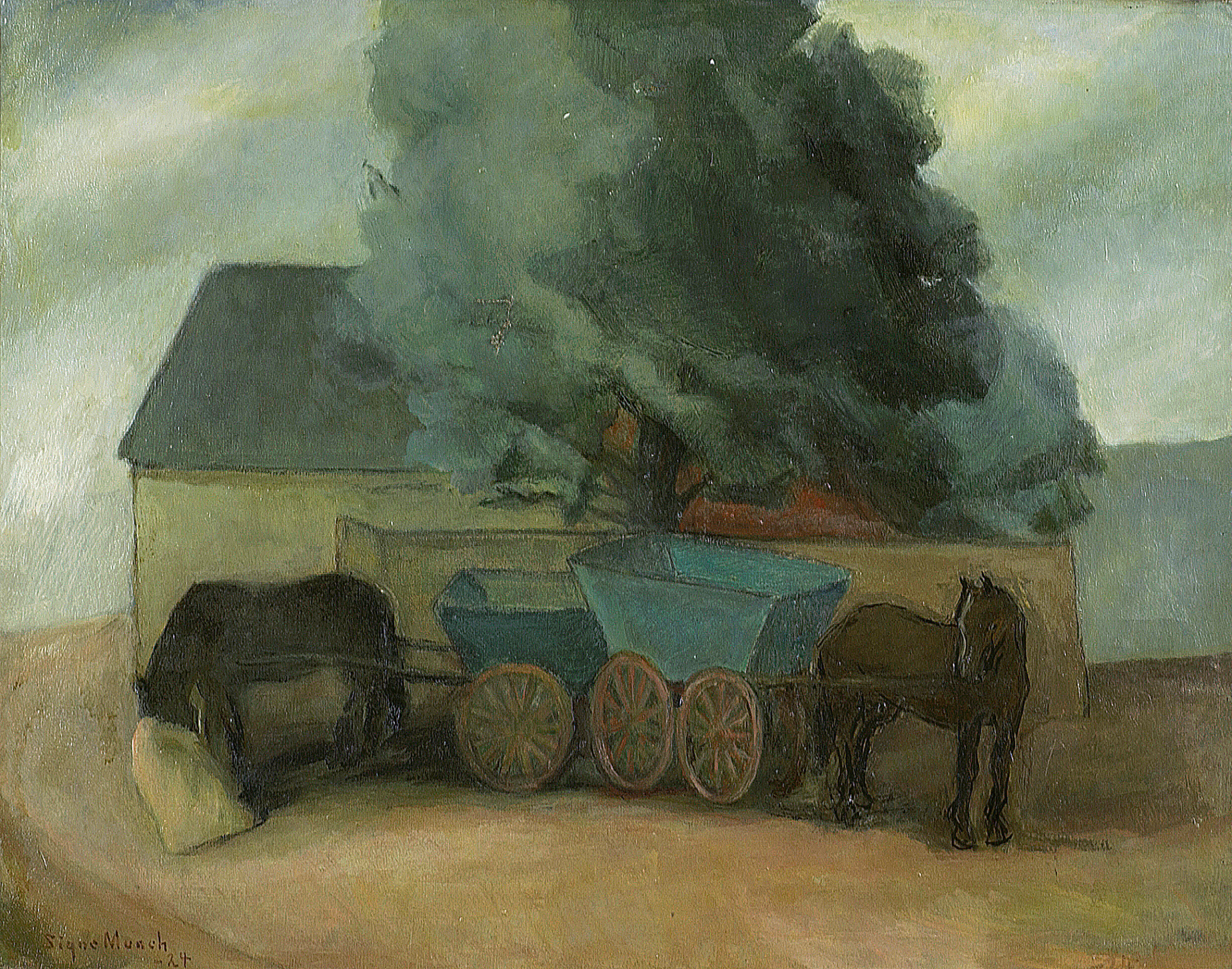
Pferde und Wagen, 1924.
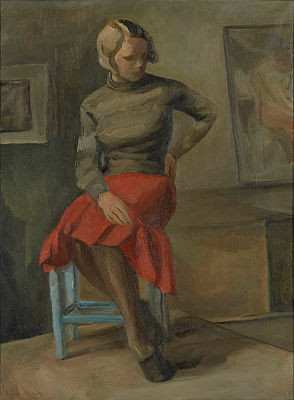
Modell im roten Rock, wahrscheinlich 1933.
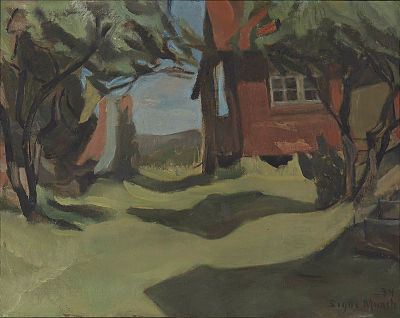
Rotes Haus in sommerlicher Landschaft, 1934.